# Il signor Bruschino
Il signor Bruschino, ossia Il figlio per azzardo (título original en italiano; en español, El señor Bruschino, o El hijo por azar) es una farsa operística (farsa giocosa per musica) en un acto con música de Gioachino Rossini y libreto en italiano de Giuseppe Maria Foppa, basado en la obra Le fils par hasard, ou ruse et folie de Alissan de Chazet y E.T.M. Ourry. La ópera se estrenó en Venecia en el Teatro San Moisè el 27 de enero de 1813. 

## Historia
De 1810 a 1813, el joven Rossini compuso cuatro farsas italianas, empezando por La cambiale di matrimonio, su primera ópera, y acabando con Il signor Bruschino. Estos tipos de piezas breves fueron populares en Venecia a finales del siglo XVIII y comienzos del XIX. Las piezas eran íntimas, con un elenco de cinco a ocho cantantes, siempre incluyendo una pareja de amantes, aquí Sofia y Florville, al menos dos partes cómicas, aquí Bruschino padre, Gaudenzio y Filiberto, y uno o dos papeles menores, aquí Marianna, Bruschino hijo y un policía. El estilo exigía mucha comedia visual improvisada por los intérpretes, y a menudo un "tic" lingüístico compulsivo. Aquí, Bruschino hijo a menudo repite la frase "Oh, es tan cálido!". Las farsas de Rossini tienen también un significativo elemento sentimental.
La ópera no se estrenó en Estados Unidos ni en el Reino Unido hasta el siglo XX. Su estreno en Nueva York tuvo lugar el 9 de diciembre de 1932 en el Metropolitan y se vio por vez primera el 14 de julio de 1960 en Inglaterra, presentado por el Grupo de Ópera Kent, una compañía de aficionados.
Esta ópera rara vez se representa en la actualidad; en las estadísticas de Operabase aparece con sólo 8 representaciones en el período 2005-2010.

## Argumento
La trama transcurre en el castillo de Gaudenzio en Francia en el siglo XVIII. Sofia y Florville están enamorados, pero su guardián, Gaudenzio, se opone al matrimonio. El padre de Florville y Gaudenzio son antiguos enemigos. El padre de Florville muere, con lo que queda eliminado un obstáculo, pero Gaudenzio ya ha estado conforme con casar a Sofia con el hijo de su antiguo amigo, Signor Bruschino.  Sofia nunca ha conocido a su prometido, pues los han prometido por correspondencia. En su camino para conocer a Sofia, el joven Bruschino se para en una taberna, gasta una factura elevadísima y es detenido por ser incapaz de pagar. Captando la oportunidad, Florville pretende ser Bruschino hijo de manera que se pueda casar con Sofia. Las complicaciones surgen cuando Bruschino hijo llega a la casa de Gaudenzio. Afortunadamente, sin embargo, al final se ve obligado a aceptar a Florville como su propio hijo. En un juguetón trío, Florville (como Bruschino hijo) pide a su "padre" el perdón, mientras que Gaudenzio censura al viejo Bruschino por su falta de simpatía paternal.

## Discografía
| Año  | Elenco: Gaudenzio, Sofia, Bruschino padre, Marianna, Florville                                                                               | Director, Teatro de ópera y orquesta                                                                     | Sello discográfico                          |
| ---- | --- | --- | ------------------------------------------- |
| 1991 | Samuel Ramey, Kathleen Battle, Claudio Desderi, Jennifer Larmore, Frank Lopardo                                                              | Ion Marin, Orquesta de Cámara Inglesa (Grabado en Henry Wood Hall, Londres, Mayo)                        | Audio CD: DG Cat: 477 5668 & 000875102      |
| 2002 | Alessandro Codeluppi, Maurizio Leoni, Elena Rossi, Dario Giorgielè, Antonio Marani, Clara Giangaspero, Massimiliano Barbolini, Vito Martino. | Claudio Desderi I Virtuosi Italiani (Grabado en el Auditorium Pandurera, Cento (Ferrara)                 | Audio CD: Naxos Cat: 8.660128               |
| 2009 | David Park, Olga Peretyatko, Vladimir Chernov, Michaela Adamcova, Kirlianit Cortés                                                           | Michi Gaigg, L'Orfeo Barockorchester (Grabación de una interpretación en el Kammermusksaal, Graz, marzo) | Audio CD: premiereopera.net Cat: sin número |